# نيكي بايبر
نيكي بايبر (بالإنجليزية: Nicky Piper)‏ مواليد 5 مايو 1966 في كارديف، هو ملاكم محترف ويلزي سابق صنّف ضمن فئة الوزن الثقيل. كان آخر نزال له في 4 أكتوبر 1997 كان خصمه في نزاله الأخير هو داريوش ميتشالكزيوسكي حيث خسر أمامه.

## إحصائيات
خاض خلال مسيرته 33 نزالا، فاز في 26 وتعادل في 2 وخسر في 5. فاز بالضربة القاضية في 20 نزالا.

## روابط خارجية
- نيكي بايبر على موقع بوكس ريك (الإنجليزية) (registration required)